# Prosopocera kaszabi
Prosopocera kaszabi là một loài bọ cánh cứng trong họ Cerambycidae.